# Cité 14

Cité 14 est une série de bande dessinée française du genre aventure écrite par Pierre Gabus et dessinée par Romuald Reutimann. D'abord publiée par Paquet sous forme de fascicules mensuels de trente-deux pages vendus 1 €, la série est reprise en 2011 par Les Humanoïdes Associés. Elle reçoit en 2012 le prix de la série au festival d'Angoulême. 

## Synopsis
Dans une ville où cohabitent humains, animaux et extraterrestres, la corruption est entretenue par un groupe de malfaiteurs mais Michel et Hector, deux reporters, ont bien l’intention de dévoiler ces agissements au grand jour.

## Publication

### Saison 1
Editions Paquet:
1. Êtes-vous anarchiste ? (Avril 2007)
2. Tour Bambell (Mai 2007)
3. Les Tables tournantes (Juin 2007)
4. Rififi sur les docks (Août 2007)
5. Krapal la crapule (Août 2007)
6. Les coquetteries de Tigerman (Septembre 2007)
7. Conquêtes (Octobre 2007)
8. L’étrange passe-temps du commandant Bigoodee (Novembre 2007)
9. Peine perdue (Janvier 2008)
10. Peine retrouvée (Février 2008)
11. Becs d’autruches (Mars 2008)
12. On s’évade comme on peut... (Avril 2008)

Les Humanoïdes Associés:
1. Tour Bambell (2011)
2. Rififi sur les docks (2011)
3. L'Étrange passe-temps du commandant Bigoodee (2011)
4. On s'évade comme on peut... (2011)

### Saison 2
1. Chers corrompus... (2011)
2. Du chavoulch dans le resplandador (2011)
3. Zone Covington (2012)
4. Le Testament de Norma Riis (2012)
5. Fin de semaine à Tumacana (2012)
6. La dernière Tyrolienne (2012)

### Spin-off
L'étrange croisière de Lady Rozenbilt (2013)

## Éditeurs
- Éditions Paquet : saison 1
- Les Humanoïdes Associés : saisons 1 et 2, spin-off.

## Accueil critique
En 2012, au Festival international de la bande dessinée, la saison 2 reçoit le Prix de la série.

### Documentation
- André-François Ruaud, « Féerie en exil », dans Comix Club n°9, octobre 2008, p. 62-63.